# Aéroport de Biarritz-Pays Basque
Pour les articles homonymes, voir BIQ.
L'aéroport de Biarritz-Pays Basque (code IATA : BIQ • code OACI : LFBZ) est un aéroport français situé sur les communes d'Anglet (75 %) et de Biarritz (25 %) dans le département des Pyrénées-Atlantiques et la région Nouvelle-Aquitaine, dont la création date des années 1950.
L'aérogare, la tour de contrôle, le hangar Dassault Aviation, et les aéro-clubs sont situés sur le territoire angloy, seule l'extrémité ouest de la piste est située sur le territoire biarrot. Cet aéroport est l'un des rares en France à être situé au cœur d'une agglomération (les usagers peuvent donc rapidement se connecter aux centres urbains).

## Histoire
L'aéroport de Biarritz - Pays Basque se nommait aéroport de Biarritz-Anglet-Bayonne jusqu'au 2 juin 2015 (et historiquement aéroport de Biarritz Parme).
L’aéroport est actuellement implanté sur le plateau de Parme, un terrain acquis en 1922 par le conseil général des Basses-Pyrénées.
Le 19 janvier est créé l’Aéroclub Basque est créé le 19 janvier 1928 et le 08 avril 1928, l’Aéropostale/lignes aériennes Latécoère ouvre la ligne saisonnière Paris - Biarritz via Bordeaux qui sera prolongée jusqu'à Madrid.
Dès 1948, un syndicat intercommunal pour l’étude de l’aménagement de l’aérodrome regroupe les communes d’Anglet, Bayonne, Biarritz et Saint-Jean-de-Luz. La Société Africaine de Transports Aériens ouvre la ligne Biarritz - Paris.
L’aéroport fut par la suite bombardé durant la Seconde Guerre mondiale. Les travaux d’aménagement de l’aéroport fut à peu près achevé en juillet 1953, la tour de contrôle et le balise sont toujours en travaux en mars 1954 et l’aéroport accepte seulement la navigation à vue.
Il est remis en service en avril 1954 en voyant se poser le 11 avril à 12h55, un Vickers Viking 1B de la compagnie anglaise BEA immatriculé G-AJBP, réalisant la ligne Londres - Biarritz en 3h30 de vol avec 4 passagers et 4 membres d'équipage. Le Viking repart à 14h30 avec cette fois huit passagers.
Air Inter ouvre sa 1ère ligne entre Biarritz et Paris (Orly-Sud) en Vickers Viscount (durée de vol: 1h50). La piste est allongée en 1962.
Sud Air Transport (ancienne compagnie Air Côte Basque) débute sa première ligne régulière le 02 avril 1973, entre Biarritz et Toulouse, tous les jours sauf le dimanche, qu'elle effectuait en Beechcraft 80 Queen Air récupéré de chez Air Périgord. Une ligne saisonnière vers Bordeaux fonctionne à partir de 1973. Elle a pour ambition d'ouvrir d'autres lignes régulières ou saisonnières au départ de Biarritz comme Vichy et Lyon en Beechcraft 99 pour Britten Norman Islander et le prolongement de la ligne Biarritz - Toulouse vers Pau à la suite de l'arrêt en 1974 de cette ligne par Pyrénair,.
Au milieu des années 1970, la ligne postale Biarritz-Pau-Bordeaux-Pau-Biarritz est assurée par Air Aquitaine, compagnie basée à Bordeaux.
Cette même compagnie assure les vols Biarritz-Tarbes/Lourdes-Lyon et Biarritz-Tarbes/Lourdes-Marseille en Beechcraft 99 immatriculé F-BIEM. Ces lignes stoppaient le 24 novembre 1976, la compagnie Air Aquitaine déposait le bilan le 16 décembre 1976.
Jusqu’en 1976, l’aérogare était exploité par la CCI de Bayonne, année à laquelle le syndicat mixte, géré par les collectivités locales reprennent en charge l’exploitation de l’aérogare.
A la fin des années 1980 et début des années 1990, Air Transport Pyrénées exploite des lignes vers Pau et Toulouse.
La construction de l'actuelle l'aérogare s'est achevée en 1994 alors que la pose de la première pierre avait été posée le 30 avril 1992.
Son inauguration eu lieu le 5 février 1994 sous la présidence de Monsieur François Bayrou, Président du Conseil Général des Pyrénées Atlantiques, Ministre de l’Éducation nationale en présence de Michelle Alliot-Marie, Députée des Pyrénées-Atlantiques, Ministre de la Jeunesse et des Sports.
Le Concorde d'Air France atterrit à Biarritz plusieurs fois entre 1995 et 1996.
Le concorde F-BVFC, vol AF 4847 en provenance de New-York atterrit à Biarritz, il s'agit d'un vol spécial. Il repartira pour Paris-CDG le même jour, vol AF 4848. Le 12 juillet 1995, le F-BVFC (vol AF 4849) arrivé à Biarritz de Paris-CDG en vol spécial. Il repartira pour New-York via Shannon le jour même (vol AF 4850). Il reviendra de New-York (vol AF 4851) le même jour et repartira pour Paris-CDG (AF 4852) toujours le 12 juillet 1995,,.
Le concorde F-BVFA viendra à Biarritz de Paris (AF 4853) le 17 juillet 1995 pour aller sur New-York via Shannon (AF 4854), puis New-York avec un retour le jour même à Biarritz (AF 4855) puis Paris-CDG (AF 4856),,.
Le 22 juillet 1995, le concorde F-BTSD fera également Paris-CDG pour Biarritz (AF 4857) puis Biarritz vers New-York via Shannon (AF 4858) puis retour sur Biarritz de New-York (AF 4859),,.
En 1996, le concorde F-BVFF en provenance de Paris viendra faire une boucle supersonique à Biarritz le 19 octobre. Le 22 octobre 1996, le concorde F-BVFC reviendra à Biarritz,.
Un Boeing 747 de la compagnie Air France atterrit en mai 1996 lors du congrès de la firme Siemens à Biarritz.
1999 verra l'arrivée de la compagnie irlandaise Ryanair en ouvrant sa première ligne Londres - Biarritz.
La compagnie FlyBaboo (devenue Darwin Airline en 2011 puis Etihad Regional en 2014) ouvre une ligne entre Biarritz et Genève en 2007 et la compagnie Sterling entre Biarritz et Copenhague et Oslo.
Le cap du million de passagers est franchi en 2008 pour la première fois et Easy Jet ouvre une ligne vers Paris-Roissy CDG.
La compagnie Blue1 ouvre une ligne vers Helsinki en 2009.
Les années 2010 verront de nombreuses ouvertures de lignes comme Amsterdam avec Transavia en 2010, Lille et Nantes avec Volotea en 2012 puis Strasbourg en 2013, Copenhague avec la compagnie aérienne SAS (Scandinavian Airlines System) en 2013, Helsinki avec la compagnie Finnair en 2014, Birmingham et Bournemouth avec Flybe en 2015 suivi de Genève avec Swiss International Air Lines également en 2015 puis Madrid avec la compagnie Iberia Air Nostrum en 2016, réouverture de Paris-CDG avec Air France en 2016 et Londres Heathrow avec British Airways en 2016 également tout comme Southampton avec la compagnie Flybe, la capitale Luxembourg avec Luxair en 2017, Lille, Bâle Mulhouse et Londres Luton avec Easyjet en 2017, Nice avec EasyJet. en 2018, Châteauroux avec la compagnie IG Avion en 2018 et Berlin avec EasyJet également en 2018, Munich avec Lufthansa et Bristol avec EasyJet en 2019.
Le nouveau terminal d’aviation d’Affaires est inauguré en juin 2013.
Pour l'année 2013, Air France représente 51% du trafic passagers, Ryanair 17%, EasyJet 15%, Hop! 11%, Volotea 2%, Transavia France 2%, SAS 1% et Darwin 1% également. Biarritz est le 15ème aéroport Français Métropolitain avec 1 098 079 passagers dont 859 777 passagers nationaux et 237 399 passagers internationaux. Pour cela, l'aéroport a accueilli 9 547 mouvements commerciaux avec 8 compagnies aériennes pour 17 lignes régulières.
La pistes est rénovée en 2019 qui ont duré plus d'un an, dont un mois de fermeture totale tout comme l'aérogare qui est elle aussi rénovée.
L'aéroport a également été fermé au public durant le sommet du G7 en août 2019, l'aéroport était alors réservé aux avions des chefs d'État et délégations étrangères. Le mythique Air Force One (Boeing 747) transportant le couple présidentiel américain Trump, ne pouvant atterrir à Biarritz, a atterri sur l'aéroport de Bordeaux-Mérignac qui a ensuite pris Air Force Two (Boeing 757 généralement réservé au Vice-président américain) pour se rendre à Biarritz.
Les années 2020 verront de même avec Air France qui décide de remettre la liaison Paris Orly en 2020 après la crise Covid-19 et Volotea ouvre Strasbourg, Lille, Rennes et Paris Orly du 1er au 31 août en 2020, Transavia annonce l’ouverture de la ligne vers Paris Orly à partir du 02 novembre 2020 (qui sera le seul opérateur sur la ligne Paris Orly), Air France restera présent sur les lignes Paris CDG, Lyon, Nice et Genève en 2020. Transavia lance le 02 juillet 2021, Lille et le 03 juillet, Air France lance Caen puis le 05 juillet, Volotea ouvre Bastia. Brest et Rennes sera ouverte avec Air France, Munich avec Lufthansa et Cologne avec Ryanair en 2022.
Le directeur de l’Aéroport Didier Riché quitte ses fonctions pour sa retraite le 31 juillet 2021 après 16 ans de carrière,.

L'aérodrome propriété du syndicat mixte est géré en régie direct, il est composé jusqu’en 2022 de la région Nouvelle Aquitaine à 25%, la communauté d'agglomération du Pays Basque à 31,25%, le département des Pyrénées-Atlantiques à 31,25%, le département des Landes à 12,50%. Cette même année le département des Landes se retire du syndicat mixte gérant l’aéroport. Depuis 2021, le président est Patrick Chasseriaud, élu au département des Pyrénées-Atlantiques.

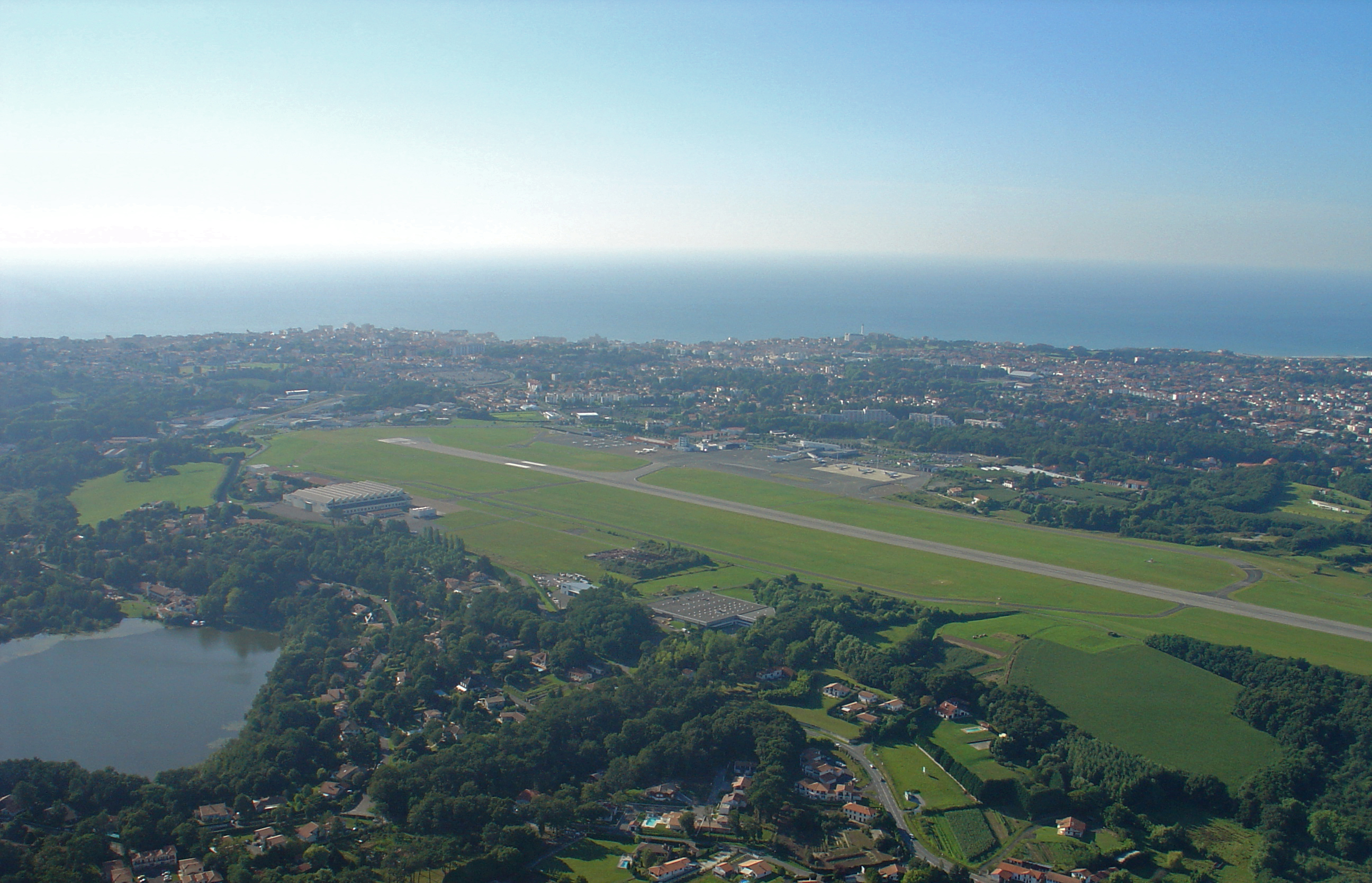
Vue aérienne de l'aéroport de Biarritz-Pays basque, au cœur de l’agglomération de Bayonne-Anglet-Biarritz. Entre l'aéroport et l'océan, la ville de Biarritz.

Outre ses activités et responsabilités d'exploitation et d'aménagement, ce syndicat mixte est propriétaire de l'aérodrome depuis le 1er janvier 2007.
Pour l'année 2023, Air France représente 34% du trafic passagers, Transavia France 34%, Ryanair 20%, Volotea 3% et 4% par les autres compagnies (Edelweiss, Lufthansa, Luxair, SAS et Swiss). Biarritz est le 17ème aéroport Français Métropolitain avec 969 988 passagers dont 694 254 passagers nationaux et 275 734 passagers internationaux. Pour cela, l'aéroport a accueilli 8 692 mouvements commerciaux avec 10 compagnies aériennes pour 22 lignes régulières. Le Low-cost représente 62% des vols commerciaux.
En 2023, Air France ouvre Ajaccio alors que Francfort et Munich son ouvert avec Lufthansa, Zurich avec Edelweiss.
Transavia ouvre Marseille en 2024 et Ryanair qui fête ses 25 ans à Biarritz ouvre Milan et Edimbourg.

## Opérations
L'aéroport de Biarritz a accueilli 1 066 204 passagers en 2019. Il est, par son trafic voyageurs, le 19e aéroport français et 2e de la Région Nouvelle Aquitaine en 2022.
Depuis plusieurs années, l'aéroport accueille plus d'un million de voyageurs par an et accompagne la croissance économique du Pays basque (français et espagnol) et du Sud des Landes. Il présente des statistiques largement supérieures aux aéroports situés aux alentours tels que l'aéroport de Pau Pyrénées à 100 kilomètres, et l'aéroport de Saint Sébastien à 25 kilomètres[réf. nécessaire].
L'augmentation du trafic aéroportuaire a fait naître des projets de modernisation de l’aéroport. L'aérogare d'aviation d'affaires a été entièrement restauré en 2013 et des travaux pour améliorer la circulation au sol des avions commerciaux ont été achevés mi-2015 (nouvelle bretelle de dégagement et taxiway adapté aux avions commerciaux). S'agissant de la piste, pour des questions d'emprise, sa longueur actuelle de 2 250 mètres ne pourrait excéder 2 500 mètres. Compte tenu de la vocation court/moyen courrier de l'aérodrome, aucun projet d'extension n'est envisagé. Des travaux d'aménagement ont été entamés début 2017 afin d'augmenter la capacité des parkings (de 1 100 à 1 500 places). Ces travaux ont été achevés début 2019.
Les compagnies desservant l’aéroport sont Air France, et sa filiale low cost Transavia, Easyjet, Luxair, KLM, Ryanair, SAS Scandinavian Airlines, Swiss et Lufthansa.
La capacité maximale de son aérogare se situe autour de 1,4 million de passagers annuels. Sa configuration permet aux usagers d'effectuer un court et rapide cheminement entre l'entrée ou la sortie de l'avion et celle de l'aérogare.
Par le passé, l'aéroport a relié des villes comme : Rotterdam, Bournemouth, Southampton, Birmingham, Oslo, Helsinki, Clermont-Ferrand, Manchester, Nantes, Strasbourg, Madrid ou Châteauroux par les différentes compagnies telles que: Volotea, Twinjet, Blue1, Baboo, Darwin, FlyBe, Finnair, British Airways, Iberia, etc.

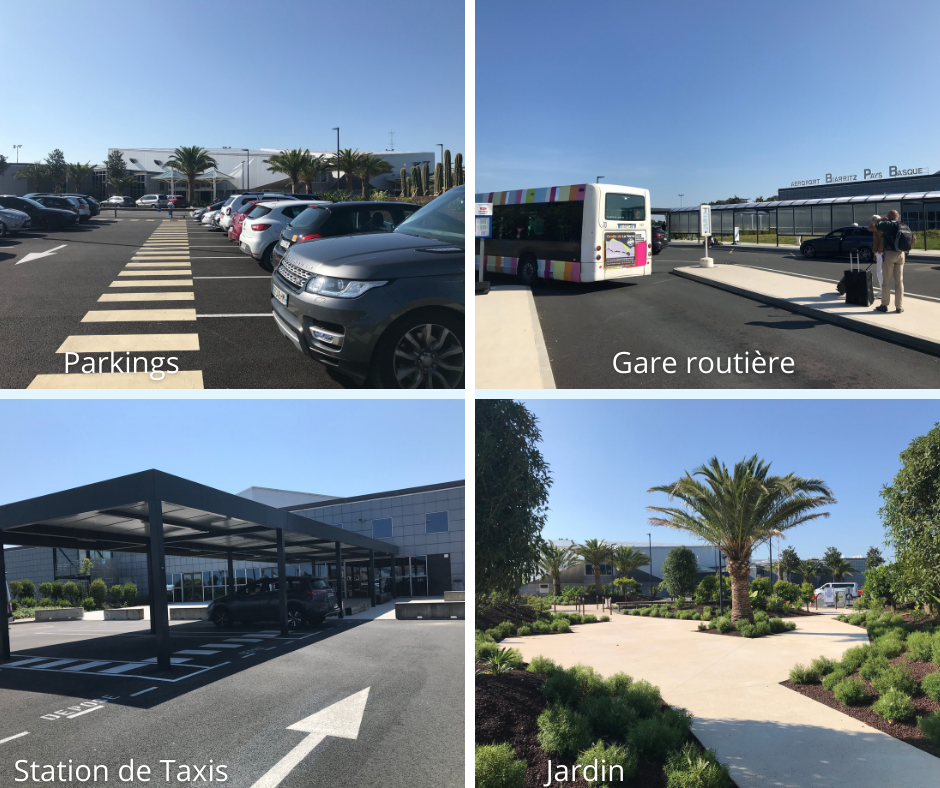
Aéroport Biarritz-Pays basque.

## Compagnies et destinations
| Compagnies                    | Destinations |
| ----------------------------- | --- |
| Air France                    | Lyon-Saint-Exupéry, Paris-Charles de Gaulle En saison : Figari Sud Corse                                                |
| easyJet                       | Lyon-Saint-Exupéry, Paris-Charles de Gaulle En saison: Bâle-Mulhouse, Londres-Gatwick, Milan-Malpensa, Nice-Côte d'Azur |
| edelweiss Air                 | En saison: Zurich |
| Lufthansa                     | En saison: Francfort, Munich-F. J. Strauß                                                                               |
| Luxair                        | En saison : Luxembourg-Findel                                                                                           |
| KLM                           | En saison : Amsterdam                                                                                                   |
| Ryanair                       | Charleroi Bruxelles-Sud, Londres-Stansted En saison : Bergame-Orio al Serio, Dublin, Édimbourg                          |
| Scandinavian Airlines         | En saison : Copenhague-Kastrup, Stockholm-Arlanda                                                                       |
| Swiss International Air Lines | En saison : Genève-Cointrin                                                                                             |
| Transavia                     | Paris-Orly En saison : Marseille-Provence, Bastia-Poretta, Marrakech-Ménara (débute le 21 octobre 2025)                 |

Actualisé le 05/06/2025

## Les équipements

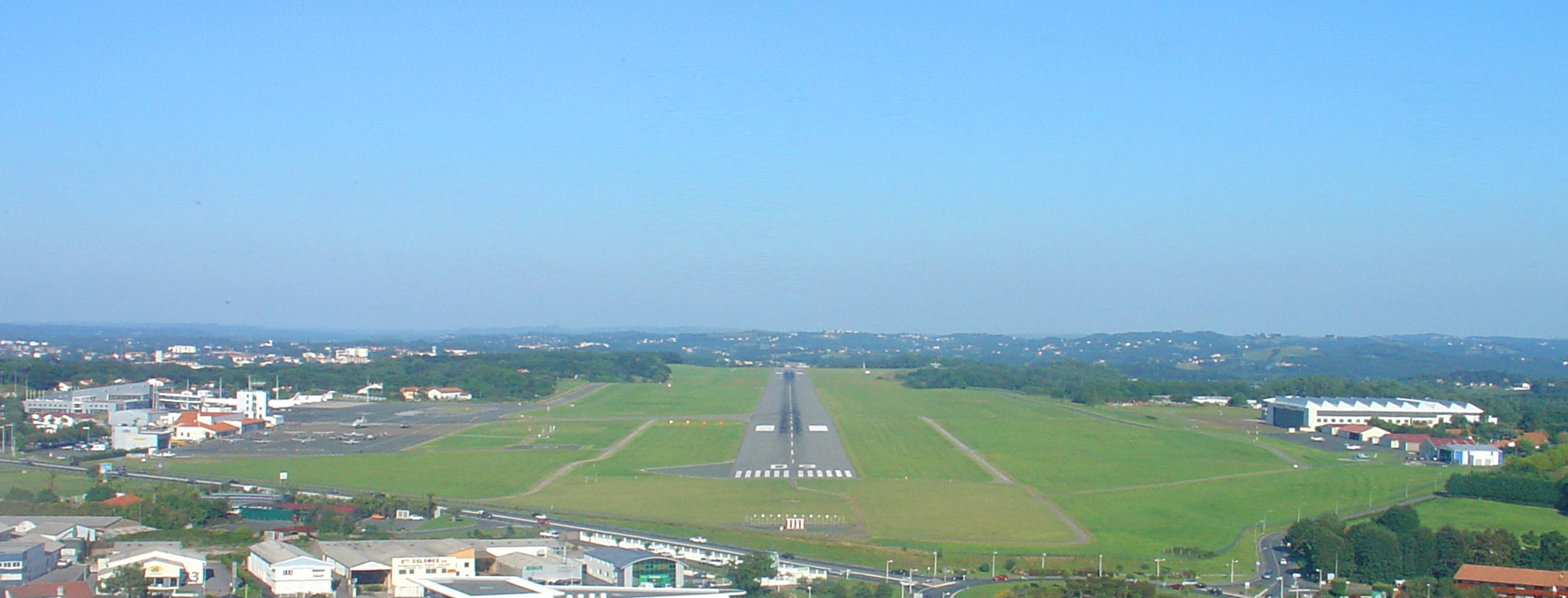
Panoramique au cours de l'atterrissage en piste 09. A gauche le terminal passager, le terminal aviation d'affaires, la tour de contrôle et divers services. A droite les aéroclubs et le hangar Avions Breguet / Dassault.

- 1 piste équipée ILS de cat.I.
- 2 passerelles

## Statistiques

### Évolution en graphique
Le graphique qui aurait dû être présenté ici ne peut pas être affiché car il utilise l'ancienne extension Graph, désactivée pour des questions de sécurité. Des indications pour créer un nouveau graphique avec la nouvelle extension Chart sont disponibles ici.

Voir la requête brute et les sources sur Wikidata.

### Évolution en tableau
| Année | Passagers | Mouvements |
| ----- | --------- | ---------- |
| 2000  | 780 019   | 33 131     |
| 2005  | 817 083   | 39 228     |
| 2006  | 865 601   | 36 836     |
| 2007  | 930 880   | 36 501     |
| 2008  | 1 028 006 | 37 152     |
| 2009  | 1 011 589 | 34 129     |
| 2010  | 989 622   | 33 418     |
| 2011  | 1 032 937 | 22 147     |
| 2012  | 1 084 200 | 24 904     |
| 2013  | 1 098 079 | 25 382     |
| 2014  | 1 064 402 | 26 606     |
| 2015  | 1 039 817 | 25 292     |
| 2016  | 1 135 525 | 27 513     |
| 2017  | 1 190 991 | 28 011     |
| 2018  | 1 183 635 | 27 028     |
| 2019  | 1 066 204 | 24 331     |
| 2020  | 383 366   | 16 855     |
| 2021  | 607 864   | 22 383     |
| 2022  | 931 698   | 27 126     |
| 2023  | 969 988   | 28 134     |

Ces valeurs comprennent la totalité des mouvements d'aéronefs, d'aviation commerciale et d'aviation générale (Hélicos, léger, ULM, etc.). Un mouvement correspond à une arrivée ou un départ. Un Touch and Go correspond à 2 mouvements.

## Accès

### Stationnement
L'aéroport dispose de 6 différents parkings, situés entre 1 et 8 minutes de marche à partir de l'aérogare.

### Transports en communs
Une gare routière située à deux pas de l'aérogare est desservie par les lignes 3, 8 et 11 du réseau Txik Txak. Celles-ci permettent de desservir le centre-ville de Biarritz, et les communes d'Anglet, Bayonne, Bidart, Guéthary et Saint-Jean-de-Luz.
De plus, les compagnies de car longue-distance telles que Alsa-Conda, BlaBlaCar et FlixBus desservent également la gare routière de l'aéroport.

## Cinéma
Plusieurs scènes de films ont été tournées à l'aéroport de Biarritz-Pays basque dont :
- 1981 : Hôtel des Amériques d'André Téchiné[34] (le film, dans lequel on retrouve le duo Catherine Deneuve et Patrick Dewaere, se déroule dans l'ancienne aérogare, qui est, de nos jours, le centre d'aviation d'affaires) ;
- 2012 : L'amour dure trois ans de Frédéric Beigbeder (Alice, jouée par Louise Bourgoin, traverse l'aéroport en courant pour rejoindre celui qu'elle aime, Marc Marronnier, joué par Gaspard Proust) ;
- 2019 : Mon chien Stupide d'Yvan Attal.